# Південна сільська рада (Цілинний район)
Півде́нна сільська рада (рос. Южный сельский совет) — сільське поселення у складі Цілинного району Курганської області Росії.
Адміністративний центр — село Костигін Лог.
Населення сільського поселення становить 960 осіб (2017; 1226 у 2010, 1741 у 2002).

## Склад
До складу сільського поселення входять:
| Населений пункт        | Населення, осіб (2002) | Населення, осіб (2010) |
| ---------------------- | ---------------------- | ---------------------- |
| Зелена Сопка, присілок | 179                    | 149                    |
| Костигін Лог, село     | 1121                   | 833                    |
| Марс, присілок         | 269                    | 148                    |
| Пруди, присілок        | 172                    | 96                     |